# Ladislav Polić
Ladislav Polić (Karlovac, 29. listopada 1874. – Zagreb, 8. studenoga 1927.) je bio hrvatski pravnik, politolog i političar. Bio je redoviti profesor općeg državnog prava i međunarodnog prava na Pravoslovnom i državoslovnom fakultetu. Izrađivao je zakonske nacrte.

## Životopis
Rodio se je u Karlovcu 1874. godine. U Zagrebu je studirao pravo i doktorirao 1899. godine. I gimnaziju i studij prava završio je s odlikom, što mu je omogućilo biti promoviranim u doktora pravnih znanosti sub auspiciis regis. Nastavio se je školovati u inozemstvu. U Njemačkoj (Heidelberg, državno pravo kod G. Jellineka), Austriji (Beč) i Mađarskoj (Budimpešta) specijalizirao je javno pravo. Na Pravoslovnom fakultetu u Zagrebu stekao je zvanje privatnog docenta 1902. godine. Od 1908. godine redovni je profesor tog fakulteta. Predavao je opće i hrvatsko-ugarsko državno pravo te međunarodno pravo. Dekan na tom istom fakultetu bio je akademske godine 1910./1911. 1910. izradio je nacrt izbornog zakona za Hrvatski sabor, zakon o vjeroispovijedima i dr.
Kao politologa karakterizirao ga je pravni i politologijski pristup u tematiziranju biti zakona i njegove uloge u državi. U djelu O razvoju demokratske misli pisao je o razvoju ideje demokracije od Aristotela do suvremenih koncepcija.
Politički se aktivirao nakon 1918. godine. Poslije prvog svjetskog rata bio je među vođama Hrvatske zajednice, političke stranke stranke hrvatskih intelektualaca i bogatijeg građanstva, nastale u Zagrebu 17. srpnja 1919. sjedinjenjem Starčevićeve stranke prava i Napredne demokratske stranke. Bio je jednim od osnivača ove stranke, zajedno s Ivanom Lorkovićem, Matom Drinkovićem, Antom Pavelićem starijim, Matkom Laginjom, Ivanom Peršićem i Đurom Šurminom.  
Bio je rektor zagrebačkog sveučilišta. Prvi je mandat bio od 1919. do 1920. godine. Nakon toga bio je prorektor. Zbog hrvatskih domoljubnih stavova (podupirao je Radićevo republikanstvo), velikosrpski hegemonisti proganjali su ga za vrijeme Kraljevine SHS. Početkom drugog rektorskog mandata, 18. studenog 1924. ondašnji ministar prosvjete Svetozar Pribićević otpustio ga je s posla na zagrebačkom sveučilištu, zajedno s još dvojicom vodećih profesora tog sveučilišta, točnije, bio je umirovljen. Senat Zagrebačkog sveučlišta nije htio izabrati drugog rektora pa je na čelu Sveučilišta bio prorektor Stjepan Zimmermann. Polić je tako ostao zabilježen i kao rektor akademske godine 1924./1925.
1920. godine bio je član Stalnog arbitražnog suda u Haagu. 1924. je godine bio delegat Kraljevine SHS u Ligi naroda. Bio je zastupnik u Narodnoj skupštini Kraljevine SHS 1925./26. U tom je vremenu bio jedan od vođa Hrvatske federalističke stranke.
Predsjedavao je Pravničkim društvom u Zagrebu od 1921. do 1927. godine. Uređivao je časopis tog društva, Mjesečnik Pravničkoga društva u Zagrebu od 1913. do 1920. godine.

## Djela
- Zakon i sankcija, Tiskom Dioničke tiskare, 1903.
- Franje pl. Liszta međunarodno pravo,  Nakladom Kralj. hrv.-slav.-dalm. zemaljske vlade, 1904. (priredio)
- Povijest modernoga izbornoga zakonodavstva hrvatskoga, 1908.
- O razvoju demokratske misli, Odbor za pučka predavanja, 1918.
- O nacrtima ustava, 1921.
- O novom projektu zakona o upravi i samoupravi gradova, 1927.
- pravne studije u Mjesečniku